# Bun E. Carlos
Pour les articles homonymes, voir Carlos.
Brad M. Carlson connu sous le nom de Bun E. Carlos, né le 12 juin 1950 à Rockford (Illinois), est un batteur américain, membre fondateur du groupe Cheap Trick. 

## Biographie
Batteur du groupe Cheap Trick dont il est un des membres fondateurs, il a fondé au début des années 1990 sa propre marque de café. En 2009, avec Taylor Hanson, James Iha et Adam Schlesinger, il fonde le groupe Tinted Windows qui se produit pour la première fois en concert le 20 mars 2009 au SXSW d'Austin (Texas).
Bun E. Carlos annonce le 19 mars 2010 qu'il ne fera plus partie des tournées de Cheap Trick mais qu'il ne quitte pas pour autant le groupe. Il y est alors remplacé par Daxx, le fils de Rick Nielsen. Cette situation ambiguë entraine en 2013 un procès avec les autres membres du groupe, procès qui se conclut en faveur de Carlos. 
En 2011, il forme un nouveau groupe, Candy Golde avec Nicholas Tremulis, John Stirratt et Rick Rizzo ; Mark Greenburg se joint au groupe pour les tournées. 
Le 21 août 2014, il remplace John Cowsill (en) lors d'un concert à guichets fermés des Beach Boys à Princeton (Illinois). Il sort son premier album solo le 24 juin 2016, Greetings From Bunezuela!.
Bun E. Carlos réapparait avec Cheap Trick le 4 avril 2016 lors de l'intronisation du groupe au Rock and Roll Hall of Fame.